# Eenfasige asynchrone motor
De eenfasige asynchrone motor of eenfasige inductiemotor is een asynchrone elektromotor, omdat hij eveneens een kortsluitanker of kooianker bezit. Het verschil met een driefasige asynchrone motor zit in de stator. Daar waar de driefasige asynchrone motor drie spoelen verschoven over 120° in de stator heeft, bezit de eenfase-inductiemotor één hoofdwikkeling en in de praktijk één hulpwikkeling verschoven over 90°. Deze faseverschuiving wordt gerealiseerd door een aangebouwde condensator die op het eenfase-wisselstroomnet wordt aangesloten.

## Principe
De wisselstroom in de statorspoel veroorzaakt een magnetisch veld, dat elke halve periode van richting verandert en dan 180° draait. Dit magnetische veld (met maximale waarde {\displaystyle \varPhi _{\text{m}}}) kan ontbonden worden in twee draaivelden van gelijke grootte (namelijk {\displaystyle {\tfrac {1}{2}}\varPhi _{\text{m}}}), die met gelijke snelheid tegen elkaar in draaien. De resulterende fluxvector, van die twee draaivelden, verandert van grootte en zin, maar draait NIET rond (wisselveld). De twee draaivelden wekken in de rotorstaven een inductiestroom op. Er ontstaan twee koppels die elkaar tegenwerken (het resulterend drijvend koppel is nul).
Probleem is dat door deze draaivelden de motor niet zal aanlopen. Immers, vanuit stilstand gezien kan het veld linksom, maar ook rechtsom draaien. Het resultaat is dat de rotor stil blijft staan. Krijgt de rotor een zetje, of wordt hij op een andere wijze op gang gebracht, dan is een draaiveld dat met de rotor meeloopt en een draaiveld dat tegen de rotor inloopt. Het eerste draaiveld is het meelopende draaiveld, het tweede het tegenlopende of inverse draaiveld.
Het meelopende draaiveld zal door het toenemen van de rotorsnelheid steeds meer de overhand krijgen ten opzichte van het tegenlopende draaiveld, totdat de motor bijna synchroon loopt met de frequentie van het statorveld. Omdat het tegenlopende draaiveld niet volledig wordt weggedempt, resulteert dit in een elliptisch draaiveld.

## Uitvoeringsvormen
Men onderscheidt de volgende eenfase-inductiemotoren:
- Eenfasemotor zonder hulpwikkeling
- Eenfasemotor met hulpwikkeling
- Eenfasemotor met hulpwikkeling en condensator
- Spleetpoolmotor
- Repulsiemotor

### Eenfasemotor zonder hulpwikkeling

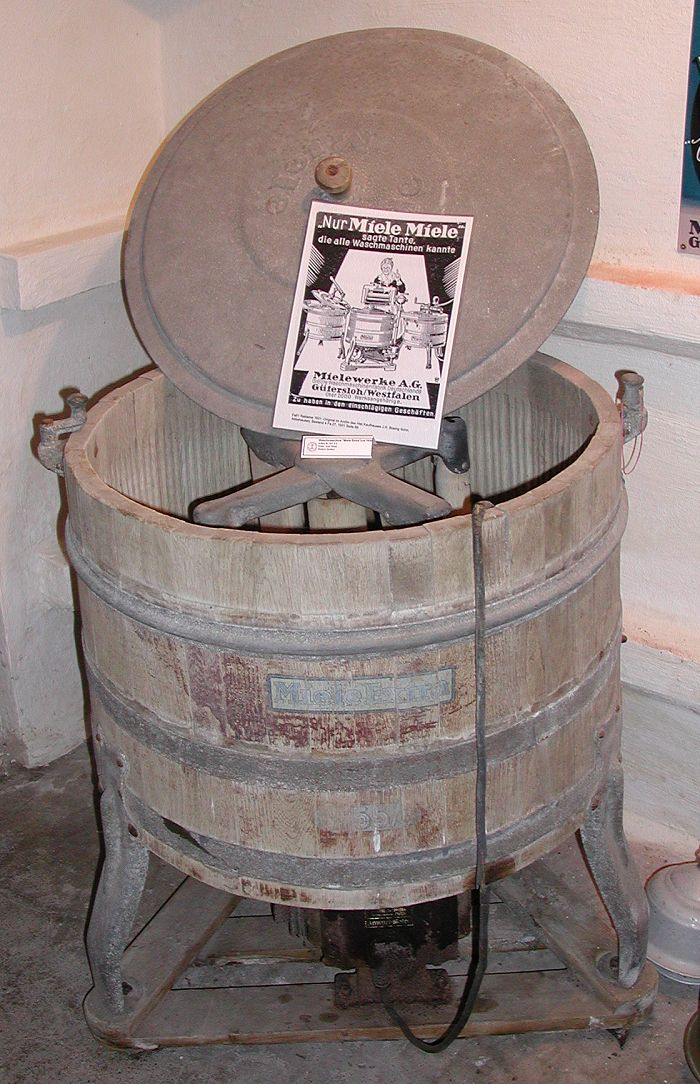
Eenfase-inductiemotor op wasmachine.

De eenfasemotor zonder hulpwikkeling kan zonder extra mechanische voorzieningen niet uit zichzelf aanlopen. Deze motoren werden vroeger gebruikt op wasmachines maar worden nu niet meer toegepast.

### Eenfasemotor met hulpwikkeling
Voor het op gang brengen van de rotor is bij dit type motor in de stator een hulp- of aanloopwikkeling aangebracht die 90° verschoven is ten opzichte van de hoofdwikkeling. Deze hulpwikkeling heeft minder wikkelingen dan de hoofdwikkeling en is in dun koperdraad gewikkeld. Na het inschakelen vloeit door beide wikkelingen een stroom. Door het verschil in constructie ontstaat een in fase verschoven veld dat de motor doet aanlopen.
Na het aanlopen wordt de hulpwikkeling uitgeschakeld, bijvoorbeeld door middel van een centrifugaalschakelaar, omdat anders de hulpwikkeling te warm wordt. Andere uitschakelmogelijkheden zijn een thermisch relais (bimetaal) of tijdrelais.

Schema eenfase-inductiemotor met condensator en centrifugaalschakelaar.

### Eenfasemotor met hulpwikkeling en condensator
Bij dit type motor – ook wel condensatormotor genoemd – is in serie met de hulpwikkeling een aanloopcondensator geplaatst. De werking blijft hetzelfde, alleen is het aanloopkoppel groter en de aanloopstroom lager. De condensator zal een faseverschuiving tussen de hoofd- en de hulpwikkeling realiseren van 90°, waardoor er goede aanloopcondities ontstaan.
Is de motor eenmaal aangelopen dan kunnen ook hier de hulpwikkeling en aanloopcondensator uitgeschakeld worden. Beide zijn dan berekend op kortstondig bedrijf. Er zijn ook motoren waarbij geen afschakeling plaatsvindt. In dat geval zijn beide berekend op continubedrijf. Het voordeel hierbij is dat de condensator tijdens bedrijf dienstdoet als cos φ-compensatie.

### Spleetpoolmotor
Bij de spleetpoolmotor is de stator voorzien van een kortsluitwinding in een gedeelte van de poolkernen. In deze winding zal door transformatiewerking een in fase verschoven hulpveld worden opgewekt die de motor doet aanlopen. Nadeel van deze motor is een zwak aanloopkoppel en een vastliggende draairichting.

## Toepassingen
Eenfasige asynchrone motoren met vaste condensator (in- extern niet uitschakelbaar) voor vermogens tot 1 kW worden op zeer grote schaal toegepast in allerlei huishoudelijke apparaten en kantoormachines, bijvoorbeeld wasmachines, koelkasten, vriezers, ventilatoren, circulatiepompen, branders en typemachines.